# Moov Africa Bénin

Logotype de l'opérateur Moov Africa.

Moov Africa Bénin est un opérateur téléphonique autrefois appelé Moov Bénin qui a changé de nom depuis le 1 janvier 2021,. Moov Africa est la nouvelle marque des filiales du groupe Marocain Maroc telecom. Moov Africa demeure un élément fédérateur pour les 11 filiales du Groupe Maroc Telecom (Maroc, Burkina-faso, Côte-d'ivoire, Gabon, Mauritanie, Niger, République Centrafrique, Tchad, Togo, et le Bénin).

## Histoire
MOOV Africa Bénin a débuté ses opérations en 2006 sous le nom d'Etisalat Bénin. En 2014, l'entreprise a été rachetée par le groupe Maroc Telecom et a changé de nom pour MOOV Africa Bénin. Depuis lors, l'entreprise s'est développée rapidement et a investi dans la modernisation de son réseau, ainsi que dans l'expansion de ses services.

## Mission
La mission de MOOV Africa Bénin est de participer activement au développement économique et social du pays. Elle cherche également à susciter l'adhésion de tout son personnel aux programmes d'investissement dans les actions sociales, tout en développant la capacité des communautés nationales à se prendre en charge. Pour cela, elle finance des projets qui contribuent fondamentalement au bien-être des populations, notamment dans le secteur éducatif.

## Actions
MOOV Africa Bénin a mis en place plusieurs actions en faveur du développement social et économique du pays. L'entreprise a ainsi lancé un programme de soutien à l'éducation pour les enfants en milieu rural, en partenariat avec des ONG locales. Elle a également investi dans l'extension de son réseau pour offrir une couverture de qualité à ses abonnés dans tout le pays.
En outre, MOOV Africa Bénin a lancé plusieurs initiatives pour promouvoir l'inclusion financière, notamment à travers son service de mobile banking Moov Money. Ce service permet à ses utilisateurs d'effectuer des transactions bancaires depuis leur téléphone mobile, offrant ainsi un accès plus facile aux services financiers pour les populations non bancarisées.

## Offres
Comme dans les autres pays, Moov-Africa offre plusieurs services à ses abonnés:
- Retrait d'argent et Dépôt d'argent sur son compte
- Recharge SBEE et Canal+
- Achat de crédit et forfait
- Transfèrt d'argent[6]à l'intérieur du pays et à l'international
- Vente de terminaux